# Франтишек Штерц
Франтишек Штерц (27. јануар 1912. — 31. октобар 1978) био је чешки фудбалер.
Играо је клупски фудбал за Збројовку из Брна.
Одиграо је две утакмице за репрезентацију Чехословачке и био је учесник Светског првенства у фудбалу 1934.